# Ichnosomunda sacchii
Ichnosomunda sacchii é uma espécie de gastrópode  da família Hygromiidae.
É endémica de Itália.
Está ameaçada por perda de habitat.